# همسران نظامی (فیلم)
همسران نظامی (به انگلیسی: Military Wives) یک فیلم کمدی درام بریتانیایی محصول سال ۲۰۱۹ به کارگردانی پیتر کاتانیو با بازی کریستین اسکات توماس، شارون هورگان و جیسون فلمینگ می‌باشد. این فیلم از داستان واقعی گروه کر، همسران نظامی الهام گرفته شده‌است، شبکه‌ای متشکل از ۷۵ گروه کر در پایگاه‌های نظامی بریتانیا در سراسر بریتانیا و خارج از کشور، که در فصل چهارم مجموعه تلویزیونی مستند بریتانیایی کر به نمایش درآمد. 
این فیلم اولین نمایش جهانی خود را در جشنواره بین‌المللی فیلم تورنتو ۲۰۱۹ داشت، و در ۶ مارس ۲۰۲۰ توسط لاینزگیت در بریتانیا اکران شد.

## داستان
در حالی که شرکایشان دور از خدمت در افغانستان هستند، گروهی از زنان در جبهه داخلی یک گروه موسیقی کر تشکیل می‌دهند و به سرعت خود را در مرکز یک جنبش رسانه‌ای و جنبش جهانی می‌یابند.

## بازخوردها
- در سایت جمع‌آوری نقد راتن تومیتوز، این فیلم بر اساس رای ۱۲۲ نقد، با میانگین امتیاز ۶٫۳ از ۱۰، ۷۷٪ محبوبیت دارد.[۵]
- در متاکریتیک، این فیلم بر اساس رای ۲۲ منتقد، میانگین وزنی ۵۵ از ۱۰۰ را دارد که نشان‌دهنده «نقدهای مختلط یا متوسط» است.[۶]